# ایندیانا اوانز
ایندیانا رُز اوانس (انگلیسی: Indiana Evans؛ زادهٔ ۲۷ ژوئیهٔ ۱۹۹۰) هنرپیشه، خواننده-ترانه‌پرداز اهل استرالیا است. او بیشتر به خاطر بازی در خانه و دوری در نقش ماتیلدا هانتر، H2O: فقط آب اضافه کنید در نقش بلا هارتلی و مرداب آبی:بیداری در نقش امیلین رابینسون شناخته شده‌است.

## اوایل زندگی
علاقهٔ اوانس به اجرا در پنج‌سالگی هنگامی که برای خانواده اجرا می‌کرد هویدا شد. در هفت سالگی خانواده اوانس وی را به کلاس رقص بردند. در این هنگام او با رقص باله کار خود را آغاز کرد و بعد به جاز و تپ پرداخت.
پیش از اینکه در «خانه و دوری» ایفای نقش کند به دبیرستان هنرهای نمایشی نیوتاون ملحق شد، اما دو هفته بعد جهت تمرکز در مسیر بازیگری این مدرسه را ترک کرد.

## حرفه
اوانس اولین بازی خود را در درام پزشکی استرالیایی همه قدیسین در سال ۲۰۰۳ انجام داد. او سپس نقش اصلی را در کمپین آمریکایی برای کول اید به دست آورد. در همان سال، ایوانز نقشی تکراری در سریال کودکانه اسنوب هاشبکه نه داشت که بر دو دوست غیرمحتمل از دو دنیای متفاوت متمرکز است. این سریال فقط یک فصل به طول انجامید. اوانس از آن زمان در نمایش‌های دیگری مانند کمدی شرکت. پلیس L.A.C. ونوار ظاهر شد. به دنبال اسنوب‌ها، ایوانز به گروه بازیگران سریال بلندمدت شبکه هفت شبکه خانه و دور پیوست. او ماتیلدا هانتر، یک دختر نوجوان ممتاز را به تصویر کشید که مجبور می‌شود به پارک کاروان خلیج تابستانی نقل مکان کند. ایوانز برای این نقش نامزد دریافت جایزهٔ لوجی و جایزه صابون داخل شد. در آوریل ۲۰۰۸، ایوانز فاش کرد که به او پیشنهاد تمدید قرارداد داده شده بود اما این پیشنهاد را قبول کرد و در عوض سریال را ترک خواهد کرد. اوانس آخرین حضور خود را در ژوئیه ۲۰۰۸ انجام داد. در سال ۲۰۰۹، ایوانز در فیلم تلویزیونی شبکه ده دختر مدل: کشتن کارولین برن بازی کرد. در همان سال، ایوانز جایگزین کلر هولت به عنوان یکی از سه بازیگر اصلی سریال تلویزیونی شبکه ده کودک H2O:فقط آب اضافه کنید شد. او نقش ایزابلا «بلا» هارتلی، خواننده و پری دریایی مشتاق را از سن ۹ سالگی بازی کرد. ایوانز آهنگ تم، «بدون دختر معمولی» و همچنین تعدادی آهنگ اضافی را که در طول فصل به نمایش درآمدند، اجرا کرد. او یک آلبوم موسیقی متن انفرادی برای این سریال با نام H2O: فقط آب اضافه کنید را تکمیل کرد که در مارس ۲۰۱۱ منتشر شد. سریال برای فصل چهارم تمدید نشد. در آگوست ۲۰۱۰، ایوانز اولین فیلم بلند خود را در فیلم فاجعه‌آمیز استرالیایی انفجار قطب شمال با بازی در نقش شخصیت نائومی تیت انجام داد. این فیلم یک خورشید گرفتگی را دنبال می‌کند که جهان را در یخ فرو می‌برد و عصر یخبندان جدیدی را آغاز می‌کند. این فیلم با بودجه ۵ میلیون دلار استرالیا در تاسمانی فیلمبرداری شد. نقدهای متفاوتی از منتقدان دریافت کرد. در نوامبر ۲۰۱۰، ایوانز به عنوان یکی از اعضای ثابت سریال تلویزیونی درام حقوقی تاج‌های ABC1 انتخاب شد که حول گروهی از وکیل‌های تازه‌وارد از دانشکده حقوق که برای دفتر مدیر دادستانی عمومی کار می‌کنند، تشکیل می‌شود. ایوانز نقش تاتوم نواک، دختر یک گانگستر بدنام را بازی کرد. این سریال در سیدنی، نیو ساوت ولز فیلمبرداری شد و در ۱۴ ژوئیه ۲۰۱۱ پخش شد. برای یک فصل اجرا شد و تمدید نشد. در فوریه ۲۰۱۲، ایوانز برای ایفای نقش اصلی زن در فیلم تلویزیونی مرداب آبی بیداری در سال ۲۰۱۲، در کنار بازیگر استرالیایی همکار برنتون توایتز، که در خانه و دور نیز ظاهر شد، قرارداد امضا کرد. در فوریه ۲۰۱۴، ایوانز به بازیگران درام تلویزیونی رازها و دروغ‌های ایالات متحده پیوست این سریال از شبکه ABC پخش شد و بر اساس سریال استرالیایی به همین نام است که اولین بار در مارس ۲۰۱۴ پخش شد.